# Arnaud de Villemur
Arnaud de Villemur (nascido em Villemur, França  — falecido em 28 de outubro de 1355 em Avinhão) foi bispo das dioceses de Périgueux e Pamiers e cardeal francês da Igreja Católica.

## Biografia
Arnaud era o filho mais novo de Raimundo, Visconde de Villemur. Ingressou na Ordem dos Cónegos Regrandes de Santo Agostinho e obteve o doutorado em direito canônico.
Foi nomeado bispo de Périgueux em 15 de outubro de 1347 e depois transferido para a Diocese de Pamiers em 13 de fevereiro de 1348.
Ele ocupou esta sé até ser criado cardeal-presbítero de São Sisto no consistório de 17 de dezembro de 1350 pelo Papa Clemente VI.
Ele entrou na Cúria Romana em 3 de fevereiro de 1351 e participou do conclave de 1352 para eleger o Papa Inocêncio VI.
Em 28 de outubro de 1355, morreu repentinamente em Avinhão, na França.